# Уорд, Крис
Крис Уорд (англ. Chris Ward; род. 26 марта 1968) — английский шахматист, гроссмейстер (1996).
Чемпион Британии (1996).

## Изменения рейтинга
| Графики недоступны из-за технических проблем. См. информацию на Фабрикаторе и на mediawiki.org. |